# Вергюлде Драк
«Вергюлде Драк» (нидерл. Vergulde Draeck — «Позолоченный Дракон», [vɛrˈɣɵldə ˈdraːk]) — 42-метровое 260-тонное судно, построенное в 1653 г. амстердамской палатой Голландской Ост-Индской компании.

## Крушение
В 1656 г. «Вергюлде Драк» отплыл от мыса Доброй Надежды в штаб-квартиру Ост-Индской компании в Батавии (нынешней Джакарте), в Индонезии.
В ночь на 28 апреля 1656 г. судно налетело на подводный коралловый риф, на полпути между нынешними прибрежными городами Сибёд и Ледж-Пойнт в Западной Австралии. На борту находились 193 человека, восемь ящиков серебряных монет стоимостью 78 600 гульденов и торговый товар на сумму 106 400 гульденов.
Из 193 человек погибло 118. 75 выживших, в том числе капитан Петер Албертсзон и младший штурман Абрахам Леман, добрались до берега. У них была корабельная шлюпка, а также небольшое количество провизии и запасов, выброшенных на берег.

## Прибытие в Батавию
7 апреля 1656 г., примерно через девять дней после крушения, младший штурман и шесть членов экипажа отплыли в Батавию, чтобы позвать на помощь. Они везли с собой письма, написанные экипажем, где описывалась потеря судна и говорилось о решении дожидаться спасения из Батавии и непоколебимой вере в Бога.
В течение примерно 41 дня, проплыв около 1400 морских миль, с небольшим количеством воды и пропитания, страдая от солнца, младший штурман прибыл в Батавию и поднял тревогу, после чего начались поиски выживших членов экипажа и груза.

## Попытки спасения
После получения известий о потере Голландская Ост-Индская компания провела несколько спасательных экспедиций.
Goede Hope & the Witte Valck (1656)

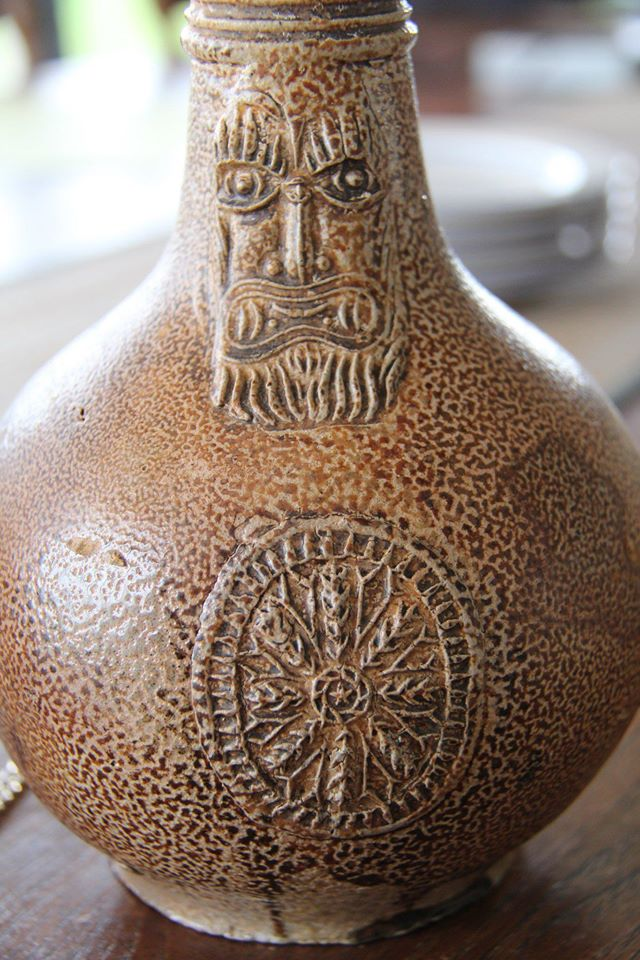
Кувшин, найденный на месте крушения

7 июня 1656 г. из Батавии вышли два спасательных судна, Гуде Хопе и Витте Валк. Сильные шторма на побережье Западной Австралии привели к тому, что экспедиция потерпела неудачу. Витте Валк не смогла высадить людей на берег.
18 июля 1657 г. Гуде Хопе удалось высадить людей на побережье, однако сначала они потеряли трёх человек, вошедших в буш, а потом еще восьмерых, отправленных на их поиски.
Никаких следов выживших или крушения не было обнаружено.
Vinck (1657)
23 апреля 1657 г. судну Винк, отплывавшему с мыса Доброй Надежды, было поручено по пути в Батавию искать выживших.
Никаких следов выживших или крушения не было обнаружено.
Waeckende Boey & The Emeloordt (1658)
1 января 1658 г. из Батавии были направлены Вакенде Буй и Эмелордт. На этот раз спасательная операция была отправлена в более благоприятные летние месяцы.
23 февраля 1658 г. капитан Вакенде Буй Волкерсен увидел береговую линию Западной Австралии и стал, возможно, первым из европейцев, заметившим сегодняшний остров Роттнест, хотя, возможно, его открыл капитан Хаутман ещё в 1619 г.

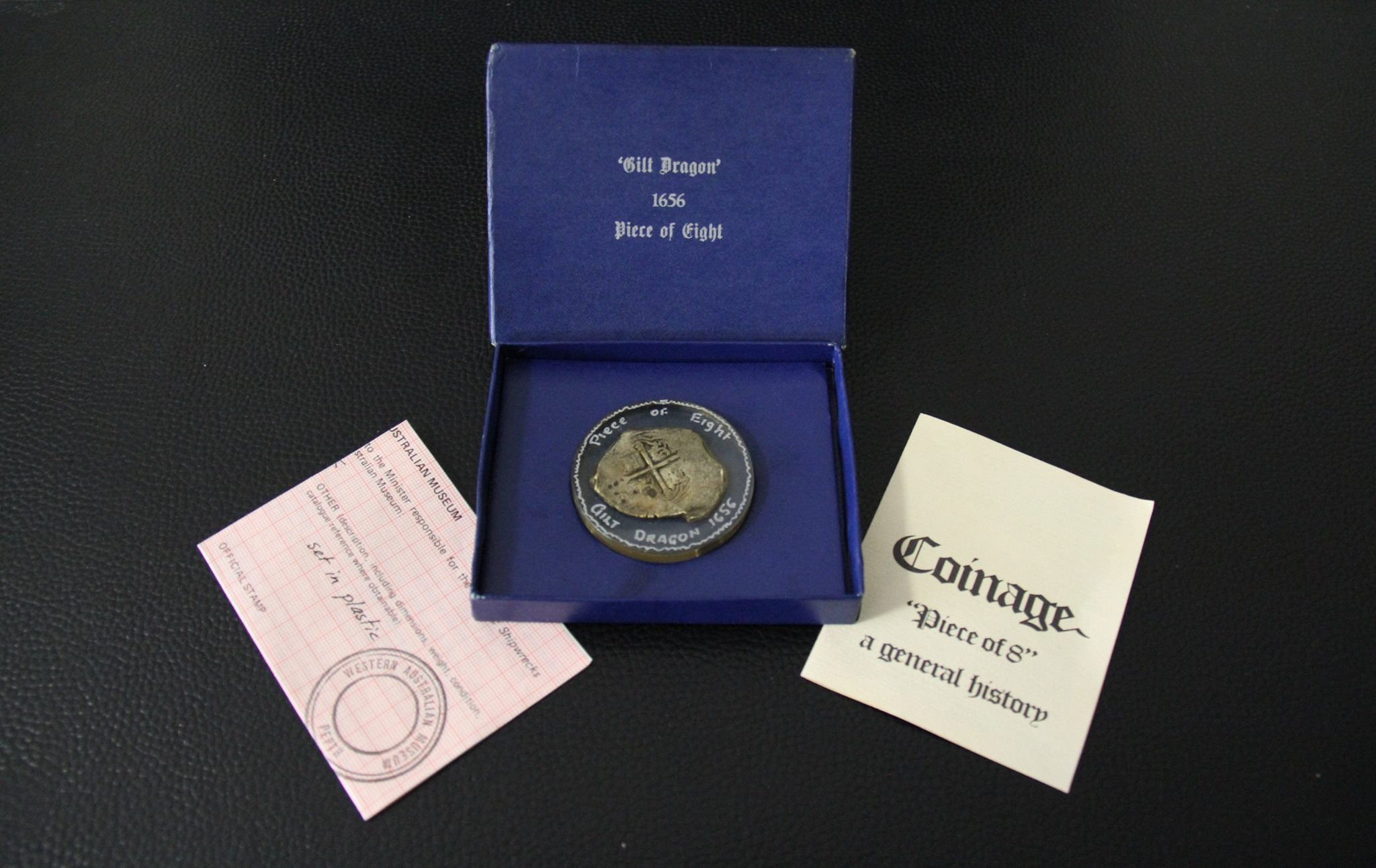
Монета с «Вергюлде Драк»

26 февраля 1658 г. береговая партия Вакенде Буй обнаружила обломки (предположительно) «Вергюлде Драк». Наиболее приметным был круг из досок, собрание 12—13 досок, по окружности вертикально врытых в песок.
В ходе дальнейших поисков небольшая береговая партия Вакенде Буй под руководством старшего штурмана Абрахама Лемана разделилась. Плохая погода помешала Леману вернуться на Вакенде Буй, и через четыре дня он со своей группой был признан потерявшимся. Позднее он вместе со своей командой вернулся в Батавию через Яву в результате шестимесячного перехода на открытой лодке. Необходимо добавить, что это тот самый Абрахам Леман, который был младшим штурманом на затонувшем «Вергюлде Драк» и который уже совершал плавание на лодке из Западной Австралии в Батавию. В честь него назван современный город Лимэн, Западная Австралия.
9 марта 1658 г. капитану Эмелордта Йонку удалось высадить на сушу небольшой отряд. По возвращении береговая партия сообщила, что видела трёх туземцев крупного телосложения, которые пытались жестами общаться с ними. Это был «первый контакт» с австралийскими аборигенами, мирный, вероятно, с племенем Юэт.
Emmenhorn (1659)
В 1659 г. попытки спасения были произведены судном Эмменхорн, но никаких следов ни выживших, ни крушения обнаружено не было.

## Находка «Вергюлде Драк»
«Вергюлде Драк» был обнаружен 13 апреля 1963 г. на месте с координатами 31°13’25.76"ю.ш. 115°21’27.27"в.д.
Личность официального первооткрывателя судна в течение многих лет была спорным вопросом. Общепризнано, что затонувшее судно было найдено Джоном Коуэном, Джимом, Аланом и Грэем Хендерсонами, и Аланом Робинсоном. Другая точка зрения имеется в книге Робинсона In Australia Treasure is not for the Finder.

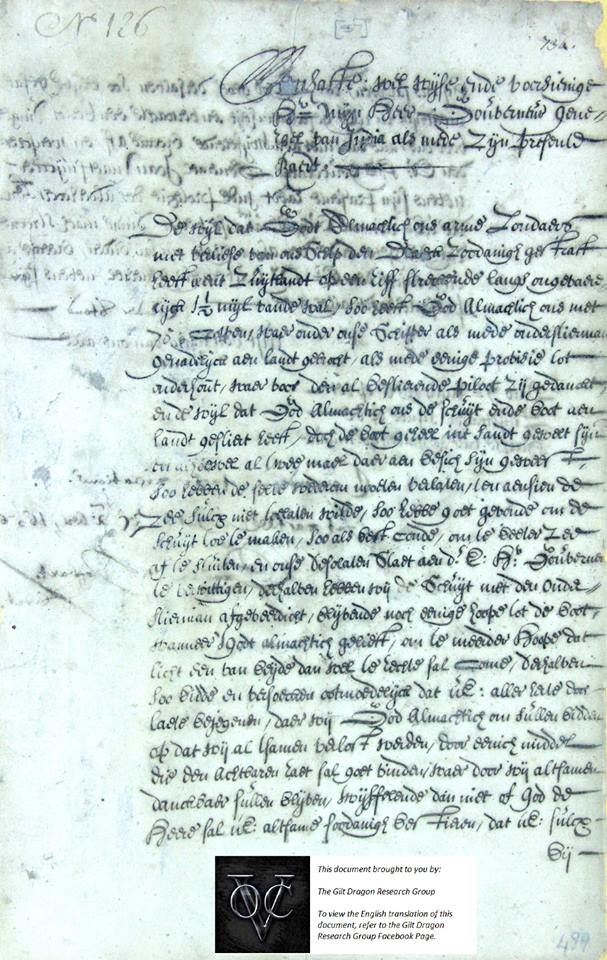
Письмо от 7 мая 1656 г., предположительно, одного из спасшихся при крушении Вергюлде Драк

## Письма, написанные людьми, выжившими при крушении
В марте 2015 г. Стив Кэффери из группы поиска Вергюлде Драк заявил, что обнаружил копии двух писем, привезённых в семью выжившими в Батавию в 1656 г. В письмах от 5 и 7 мая 1656 г. было сказано, что имеется два отдельных лагеря.